# 성모 승천
성모 승천(聖母昇天, 라틴어: Assumptio Beatae Mariae Virginis in coelum)은 기독교에서 성모 마리아가 선종한 후, 하느님에 의해 육체와 영혼을 수반하고 하늘나라에 들어 올림을 받았다는 믿음이다. 특히 로마 가톨릭교회에서는 성모 승천에 대해 마리아가 지상 생애를 마친 다음, 육신과 영혼이 함께 천상의 영광으로 들어 올림을 받았다고 표현한다. 이 교의는 1950년 11월 1일 교황 비오 12세가 사도헌장 《지극히 관대하신 하느님》(Munificentissimus Deus)을 통해 교황 무류성으로 선언함으로써 믿을 교리로 지정되었다. 마리아의 승천은 예수의 승천과는 전혀 다른 성격을 갖고 있다. 예수는 하느님이기에 스스로 부활한 다음 승천하였다. 그러나 마리아는 보통 인간이기 때문에 스스로 승천한 것이 아니라 하느님에 의해 하늘나라로 들어올림을 받았다. 그래서 성모 승천을 몽소승천(蒙召昇天) 또는 피승천(被昇天)이라고도 한다.
성모 승천 대축일 날짜는 8월 15일로 지정되었으며, 오스트리아, 벨기에, 칠레, 에콰도르, 프랑스, 그리스, 레바논, 이탈리아, 몰타, 폴란드, 포르투갈, 스페인 등 많은 나라들에서는 이날을 공휴일로 기념하고 있다.
2004년 8월 15일 성모 승천 대축일을 맞아 루르드를 방문한 교황 요한 바오로 2세는 강론 중 요한 복음서 14장 3절 구절을 성모 승천 교의의 주요 근거 가운데 하나로서 언급하였다. 이 구절에서 예수 그리스도는 최후의 만찬 자리에서 제자들에게 다음과 같이 말하였다. “내가 가서 너희를 위하여 자리를 마련하면, 다시 와서 너희를 데려다가 내가 있는 곳에 너희도 같이 있게 하겠다.” 가톨릭교회의 신학에 따르면, 마리아의 승천은 그리스도의 이와 같은 약속의 보증이라고 할 수 있다. 성모 승천도 인간들의 부활과 승천의 희망이라고 할 수 있다. 우리와 똑같은 피조물인 마리아도 하느님의 은총에 보답하는 겸손과 순명의 덕행으로 하늘나라에 불러 올림을 받은 것처럼 우리도 마리아의 덕행인 겸손과 순명을 실천함으로써 하늘나라에 들어갈 수 있다는 확신을 주기 때문이다.
동방 정교회에서는 성모의 시신이 사라졌지만, 있는 그대로 안식에 들었다고 하여 성모 승천 대신에 성모 안식(聖母安息)이라고 표현한다. 개신교에서는 성모 승천을 인정하지 않는다.

## 교리
950년 교황 비오 12세는 교황 무류성을 발동하여 그의 사도 헌장인 무니피첸티시무스 데우스(Munificentissimus Deus:에서 성모 마리아 가정(Consumma of the Bastle)을 규정하였다.

우리는 지상의 삶의 과정이 끝났을 때 하느님의 어머니, 영원한 처녀 마리아가 몸과 영혼을 천국의 영광으로 가져갔다는 것을 하느님께서 드러내신 교의라고 선포하고 정의한다.

무니피첸티시무스 데우스는 마리아가 신성한 아들과 단결함을 강조했고 그의 어머니로서 마리아는 그의 몸인 교회의 어머니로서, 그녀는 "새로운 이브"(용어는 세 번 사용됨)로, 새로운 아담과 유사하며, 그녀의 가정으로 그녀는 모든 그리스도인에게 약속된 마지막 육체적 부활을 이루었고, 교회는 다시 회복되었다. 이 셋에 메리의 영원한 처녀성을 더한 것이 가톨릭 교회의 마리아의 4대 교의를 이루고 있다.
승천이라는 교의는 1854년 마리아의 무염시태(원죄로부터의 자유)의 정의에서 따랐으며, 둘 다 하느님의 어머니로서의 지위를 인정함으로써 발전되었는데, 이는 예수처럼 죄 없는 존재로 부패로부터 보존되어 부활하여 천국으로 받고 육체의 영광을 받은 존재라는 것을 의미한다.

## 역사
성모 승천이 비록 20세기에 들어와서 가톨릭교회에 의해 믿을 교리로 규정된 것이기는 하지만, 적어도 3~4세기경부터 외경을 비롯하여 성모 마리아의 승천에 대한 이야기가 항간에 전해내려오고 있었다. 다만 직접적으로 증거하는 이는 없었다.
가톨릭교회에서는 정경 중에서는 요한 묵시록 12장을 성모 승천 교의를 가장 강력하게 지지하는 것으로 보고 있다. 동정 마리아의 죽음과 승천에 관해서는 그리스어, 라틴어, 콥트어, 시리아어, 에티오피아어, 아르메니아어, 아랍어 등 각종 언어로 저술된 고대 필사본들이 많이 남아 있다. 이 가운데 가장 오래된 필사본은 3, 4세기경의 에티오피아어 필사본인 《마리아의 안식서》(Liber Requiei Mariae)이다. 필사본들의 상호 관련과 역사에 관해서는 아직도 알려지지 않은 부분이 많다. 그리고 이런 문헌들을 가장 많이 수집해서 편찬한 것은 에르베타의 이탈리아어판이다.
그리스어 필사본 《De Obitu S. Dominae》의 저자는 사도 요한이라고 보고, 라틴어 필사본 《De Transitu Virgin》의 저자는 사르미스의 멜리토라고 본다. 콥트어 필사본의 주제는 마리아의 승천인데, 여기서 마리아는 선종한 뒤에 오랜 기간이 지나서 승천한다. 그리고 마리아의 죽음은 천사가 아니라 예수가 미리 알려준다. 그러나 그리스어, 라틴어, 시리아어 필사본은 천사가 마리아의 죽음을 미리 알려준다. 사도들이 세계 각지에서 모여들고, 마리아는 선종한 뒤에 즉시 승천한다.

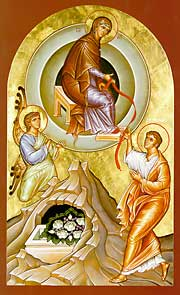
성모 마리아의 허리띠를 받는 성 토마스 사도

6세기 이후 아레오파고스의 디오니시오가 작성한 것으로 여겨지는 아르메니아어판 필사본 역시 성모 승천에 대한 내용을 언급하고 있다. 이 시기에 다마스쿠스의 요한은 처음으로 교회의 권위로서 성모 승천 교리를 지지하였다. 동시대를 살았던 투르의 그레고리오와 예루살렘의 모데스토 역시 성모 승천 교의를 지지하고 나섰다.
성모 승천을 다룬 몇몇 문헌들을 보면, 비록 한 지역 내에서 한정적으로 내려오는 전승이기는 하지만, 한결같이 성모 마리아가 승천한 사건은 마리아의 집이 있는 에페소에서 일어났다고 입을 모은다. 초기 문헌들은 마리아가 예루살렘에서 생애를 마쳤다고 기록한다. 7세기에 이르러서는 마리아가 임종할 당시 자리에 없었던 사도 토마스가 늦게 자리에 도착해서 마리아의 모습을 마지막으로 보기 위해 직접 무덤에 들어가 보았는데, 마리아의 시신을 덮었던 수의만 가지런히 놓여 있었을 뿐, 시신은 온데간데없이 사라져 버렸다는 이야기가 등장하였다. 후대 전승에서는 마리아가 자신이 하늘로 올려졌다는 사실을 알려주기 위해 자신의 허리띠를 사도 토마스에게 하늘에서 내려주었다고 전해진다. 이 이야기는 후대에 성모 승천을 주제로 한 그림들에 가장 보편적인 내용으로 그려지게 되었다.
마리아가 하늘로 승천했다는 이야기는 적어도 7세기 후반부터는 동방 교회, 서방 교회, 콥트 교회, 오리엔트 교회 등을 막론하고 기독교계 전체에 걸쳐 받아들여지고 있었으며, 그 축제일 역시 여러 교회를 막론하고 8월 15일을 기준으로 정해졌다. 종교분열에 이어서 성모 승천에 대한 신학적인 논쟁은 1950년에 절정을 맞이하게 되는데, 이때 교황 비오 12세는 교황 무류성으로서 성모 승천을 가톨릭교회의 믿을 교리로 규정하였다. 가톨릭교회는 성모 승천 교의에 대해 외경 등 비경전 문헌의 설명에 기반을 두고 있지도 않으며, 오히려 수세기 동안 내려져 온 교회의 역사를 통틀어 볼 때, 성모 승천 교의를 지지하는 학문적인 논쟁과 정경으로 인정받은 성경 중에서 성모 승천 교의를 지지하는 것으로 해석될 수 있는 내용에 기반을 두어 왔다.

## 교의의 근거
위에서 언급했다시피 교황 요한 바오로 2세는 비록 공식적인 의견 표명은 아니었지만, 요한 복음서 14장 3절을 성모 승천에 대한 교의적 근거로 인용하였다. 성모 승천 교의 역사의 끝자락에서 큰 역할을 차지하는 사도헌장 《지극히 관대하신 하느님》(Munificentissimus Deus)을 통해 교황 비오 12세는 다음과 같이 말하였다. “거룩한 교부들과 신학자들의 모든 입증과 확신은 거룩한 전승에 그 기원을 두고 있다.”
성모 승천설은 수세기 전부터 기독교인들 사이에 공연히 믿어져 오던 전승이었다. 비록 성경에 직접적으로 기록된 것은 아니지만, 초대 교회부터 내려오는 믿을 만한 교회의 전승으로 여겨져 왔으며, 또한 구세사(救世史)에 있어서 마리아의 역할, 마리아와 그리스도의 관계, 교회 안에서의 마리아의 위치 등에 의해 받아들여진 것이다.
우선 마리아 이전에 최소한 두 명 이상의 사람이 이미 승천, 즉 육신과 영혼이 하늘나라로 들어 올림을 받은 사례가 있다.
1. 엘리야
주님께서 엘리야를 회오리바람에 실어 하늘로 들어 올리실 때였다. … 그들이 이야기를 하면서 계속 걸어가는데, 갑자기 불 병거와 불 말이 나타나서 그 두 사람을 갈라놓았다. 그러자 엘리야가 회오리바람에 실려 하늘로 올라갔다. 엘리사는 그 광경을 보면서 외쳤다. “나의 아버지, 나의 아버지! 이스라엘의 병거이시며 기병이시여!” (2열왕 2,1-5)
2. 에녹
믿음으로써, 에녹은 하늘로 들어 올려져 죽음을 겪지 않았습니다. 하느님께서 그를 하늘에 들어 올리셨기 때문에, 아무도 그를 더 이상 볼 수가 없었습니다. 그는 하늘로 들어 올려지기 전에 하느님의 마음에 들었다고 인정받았습니다. (히브 11,5)
모세 역시 사후에 그의 주검이 하늘로 들어 올려진 것으로 전한다.
그러나 미카엘 대천사도 모세의 주검을 놓고 악마와 다투며 논쟁할 때, 감히 모독적인 판단을 내놓지 않고, “주님께서 너를 꾸짖으시기를 바란다.”하고 말하였을 뿐입니다. (유다 1,9)
그러므로 이와 같은 사례를 봤을 때, 마리아 역시 그러한 들어올림의 대상이었다고 보는 것이 그렇게 큰 무리라고 볼 수는 없다.
가톨릭교회에서는 마리아의 육신과 영혼이 모두 하느님의 은총을 받아 하늘나라로 들어 올려졌다고 가르치고 있다. 마리아에게 죄가 없다면(원죄 없는 잉태), 죽음이 그녀를 구속하지 못할 것이라는 것은 당연한 생각이다. 또한 그리스도는 자신의 부모를 공경하며 순종하며 지냈다. 마리아는 예수를 잉태하여 낳았으며, 그를 양육하였으며, 십자가 밑에서 그의 수난과 죽음을 지켜보며 곁을 지켜주었다. 따라서 그리스도는 자기 어머니인 마리아를 각별히 여겨 그녀의 육신이 땅 속에 묻혀 의미없이 사라지도록 내버려 두지 않았을 것이다. 그리스도는 에녹과 엘리야 등의 경우와 마찬가지로 자기 어머니의 육신도 하늘나라로 들어 올렸을 것이다.
가톨릭교회는 “우리 그분 거처로 들어가 그분의 발판 앞에 엎드리세. 주님, 일어나시어 당신의 안식처로 드소서. 당신께서, 당신 권능의 궤와 함께 드소서.”라는 내용의 시편 132장 7-8절이 이미 성모 승천이 예정된 일이었다고 보고 있다.
마리아는 새로운 계약 궤이다. 다윗 왕이 예루살렘 백성들을 이끌고 피난처로 이끌었듯이, 그리스도 역시 하늘로 승천하여 자신의 거처로 백성들을 이끈다.

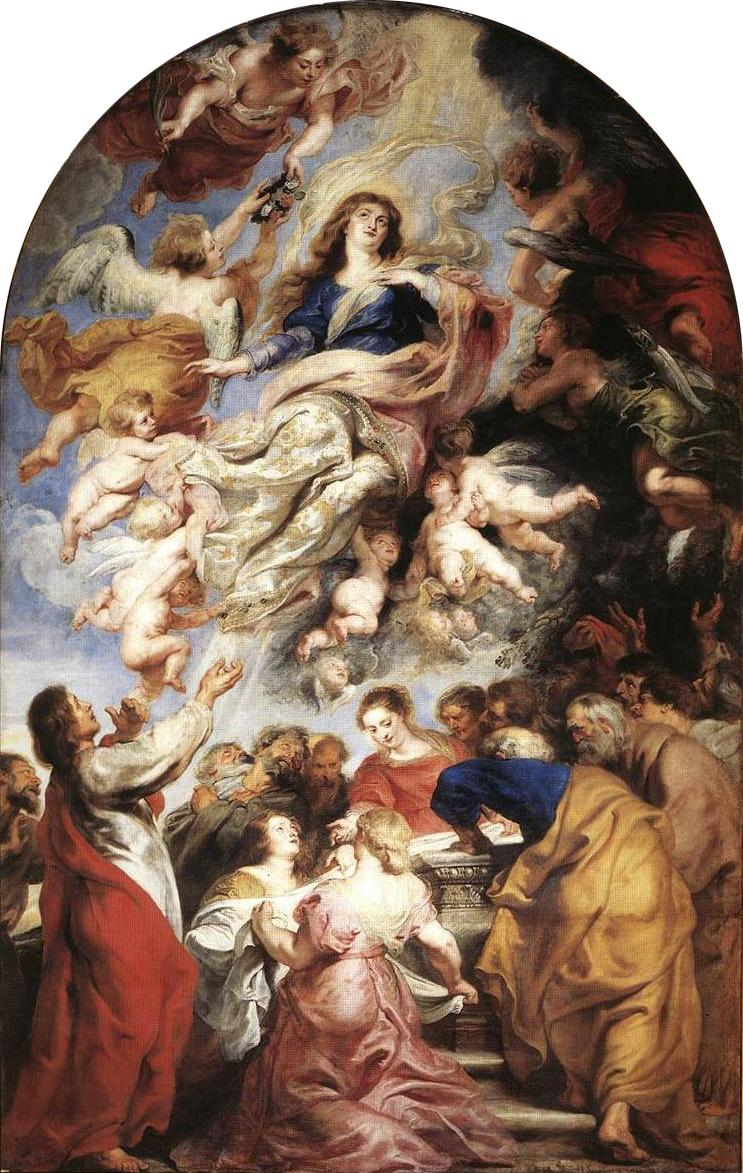
루벤스가 그린 성모 승천

요한 묵시록 12장을 보면 태양을 입고 발밑에 달을 두고 머리에 열두 개 별로 된 관을 쓴 여인이 등장한다. 이 여인은 쇠 지팡이로 모든 민족을 다스릴 사내아이를 출산하였다.
교회의 역사를 통틀어 볼 때, 예수가 묵시록에 나오는 이 사내아이였다는 사실을 알 수 있다. 그렇다면 사내아이를 낳은 여인은 다름 아닌 동정 마리아를 뜻한다고 결론내릴 수 있다. 흥미로운 점은 수세기에 걸쳐 발생한 성모 마리아의 발현, 즉 가르멜 산의 성모, 과달루페의 성모, 뤼뒤박의 성모, 파티마의 성모 등을 살펴보면 성모 마리아의 모습에서 태양 내지는 발밑에 달을 두고 있다는 점, 머리에 열두 개의 별로 된 관을 썼다는 점 등 묵시록에서 언급된 여인의 모습과 상당 부분 일치한다는 점이다.
요한 묵시록 12장에서 여인이 낳은 사내아이는 하느님에게로, 그의 어좌로 들어 올려졌다고 나온다. 여기서 들어 올려져 하느님에게로 갔다는 뜻은 십자가상에서 죽은 예수가 부활하여 하늘에 올라 성부의 오른편에 앉아 군림하고 있다는 것을 의미하는 것이다.
사내아이가 하늘로 올라가자 용(사탄)은 그 사내아이를 낳은 여인을 쫓아갔다.(묵시 12,13) 그러나 그 여인에게 큰 독수리의 두 날개가 주어졌다. 그리하여 그 여인은 광야에 있는 자기 처소로 날아가, 그 뱀을 피하여 그곳에서 일 년과 이 년과 반 년 동안 보살핌을 받았다.(묵시 12,14)
여기서 ‘큰 독수리의 두 날개’라는 말을 “독수리가 보금자리를 휘저으며 새끼들 위를 맴돌다가 날개를 펴서 새끼들을 들어 올려 깃털 위에 얹어 나르듯….”이라는 내용의 신명기 32장 11절과 연관 지어 생각해 볼 때, 독수리는 하느님을 상징하는 것이며 두 날개는 하느님의 두 천사를 상징하는 것으로 생각할 수 있다. 그러므로 여인이 큰 독수리의 두 날개를 받고 자기 처소로 날아가 뱀을 피하여 피신했다는 구절은 곧 성모 마리아가 천사들에 의해서 하늘나라에 들어 올려졌다는 것을 암시한다고 볼 수 있다.
이밖에도 교부들은 창세기를 검토하면서 성모 승천을 확신하였다. 창세기 3장 15절을 보면 동정 마리아는 아들 예수의 인류 구원 사업에서 한 부분을 담당하고 있으며, 아들의 부활의 영광에 참여하는 공동 운명임을 알 수 있다.
“나는 너와 그 여자 사이에, 네 후손과 그 여자의 후손 사이에 적개심을 일으키리니 여자의 후손은 너의 머리에 상처를 입히고 너는 그의 발꿈치에 상처를 입히리라.” (창세 3,15)
여기서 볼 수 있듯이 사탄과 마리아 사이에, 타락한 천사들과 예수 그리스도 사이에 적개심이 형성되리라는 것은 하느님에 의해 결정되었다.
성모 승천 교의를 입증하는 모든 논리 가운데 가장 설득력 있는 논리로는 하느님의 어머니로서 마리아가 예수를 잉태할 완전한 궁전이 되기 위해서는 원죄의 모든 흔적으로부터 완전히 해방되어야 한다는 교회의 전통적인 가르침에 기초하고 있다. 8세기의 교부 성 제르마노는 다음과 같이 말하였다.
“동정 마리아가 원죄의 모든 흔적으로부터 완전히 자유로워지기 위해서는 잉태된 순간 받게 되는 육신과 정신 그리고 영혼의 세 요소가 태중에서부터 이미 완전무결해져야만 한다. 마리아는 하느님에 의해 제2의 하와로서, 즉 티 없이 깨끗한 상태로 창조되어야만 했다. 그녀의 정신과 영혼 그리고 육신은 원죄로부터 완전히 자유로워야만 했다.”
아담은 에덴 동산에서 하느님의 뜻에 불복종했을 때, 하느님에게서 받은 자신의 영원한 생명을 상실해 버렸다. 그리고 아담 이래 모든 인간은 때가 되면 영혼과 정신 그리고 육신의 죽음을 맞이하게 되었다. 그리하여 모든 사람은 오직 그리스도를 믿고 교회의 세례를 통해서만 새로운 마음과 영혼을 가진 사람으로 다시 태어나 구원의 희망을 꿈꿀 수 있게 되었다. 누구나 물과 성령으로 다시 태어나지 않으면 하느님의 나라로 갈 수 없게 되었다.
그런데 성경이나 교회의 전승 그 어디에서도 마리아가 여느 인간처럼 세례를 받았다는 이야기는 전혀 찾아볼 수가 없다. 이것은 마리아가 잉태된 첫 순간부터 이미 새로운 몸과 마음을 갖게 되었다는 것을 의미하며, 따라서 그녀는 원죄를 사함 받기 위하여 세례를 받을 필요가 전혀 없었다는 것을 알 수 있다. 다시 말해 마리아는 원죄에 전혀 물듦 없이 잉태되도록 하느님에 의해 예정되어 있었다. (원죄 없는 잉태)
마리아가 여느 인간처럼 단순히 그녀의 아버지와 어머니의 결합으로서만 생겨난 자손이었다면, 마리아는 의심의 여지없이 그녀의 부모로부터 원죄를 물려받았을 것이다. 그러나 마리아의 경우는 달랐다. 하느님은 특별히 손을 써서 마리아가 태중에 잉태될 때 미리 그녀를 원죄로부터 차단하여 그녀가 티 없이 깨끗한 인간으로 만들어 주었다. 이렇게 마리아는 원죄 없는 여인이 됨으로써 주의 어머니가 될 자격을 갖게 되었다. 왜냐하면 예수가 태중에 잉태될 때 원죄의 모든 흔적으로부터 자유로워져야 함을 보장해야 하기 때문이다.
마리아가 육신과 정신, 영혼이 하느님에 의해 온전히 불멸의 존재로 창조되었다는 것을 지지하는 성경상의 증거는 창세기에서 하느님이 하와가 죄를 범한 후 그녀에게 한 말에서 엿볼 수 있다. 하느님은 하와에게 “나는 네가 임신하여 커다란 고통을 겪게 하리라. 너는 괴로움 속에서 자식들을 낳으리라.”(창세 3,16)라고 예고하였다. 그렇다면, 마리아가 원죄를 물려받지 않고 흠 없는 상태에서 예수를 낳을 때는 원죄의 산물로 나타나는 출산의 고통을 겪지 않았으리라는 논리적인 결론에 다다르게 된다.
성경에도 고통 없이 아이를 출산하는 여인에 대한 이야기가 나온다.
“진통을 겪기 전에 해산하고 산고가 오기 전에 사내아이(예수)를 출산한다. 누가 이런 것을 들어 본 적이 있느냐? 누가 이런 일을 본 적이 있느냐? 한 나라(하느님의 나라)가 단 한 번 만에 태어날 수 있느냐? 한 민족이 단 한 번 만에 태어날 수 있느냐? 그러나 시온은 진통이 오자마자 자식들을 낳는다.” (이사 66,7-8)
위에서 언급한 논리로 볼 때 마리아의 육신은 여느 인간처럼 땅속에 묻혀 의미없이 소멸될 수 없으며 살아있는 상태에서 하늘나라로 들어 올려졌거나 죽은 상태에서 부활하여 하늘나라로 들어 올려졌다는 신학적 논리로 도출된다. 이 두 가지 논리 가운데 어느 것이 정답인지는 교회는 유보적인 상태다. 어쨌든 새로운 하와이자 세상의 어머니로서 티 없이 깨끗하게 창조되었기 때문에 마리아의 육신과 정신, 영혼은 때가 되자 하늘나라로 들어 올려져 영광스러운 빛의 존재로 변화되는 영광을 누리게 되었다. 보통 인간은 지금의 육신은 결국 소멸하며, 소멸하지 않는 불사의 몸을 갖기 위해서는 최후의 심판 날이 도래할 때까지 기다려야 한다. 그렇지만, 마리아의 경우는 그렇지 않았다.
앞서 설명한 바와 같이 창세기, 이사야서, 요한 묵시록이 이를 뒷받침하고 있다. 이들 성경 구절을 전부 종합해 보면 동정 마리아의 몽소승천 교의를 강력하게 지지하는 내용이라는 것을 알 수 있다.

## 같이 보기
- 성모 안식
- 동정 마리아의 집
- 마리아의 무덤